# Alsophila rubiginosa
Alsophila rubiginosa là một loài dương xỉ trong họ Cyatheaceae. Loài này được Brause mô tả khoa học đầu tiên năm 1920.